# اليوم العالمي لمتلازمة داون
اليوم العالمي لمتلازمة داون (بالإنجليزية:World Down Syndrome Day) هو يوم عالمي يتم الاحتفال به في مارس 21 من كل عام. في هذا اليوم، يجتمع الأشخاص الذين يعانون من متلازمة داون، وأولئك الذين يعيشون ويعملون معهم في جميع أنحاء العالم لتنظيم والمشاركة في الأنشطة والفعاليات لزيادة الوعي العام وإنشاء صوت عالمي واحد للدفاع عن حقوق الاندماج والرفاهية من ذوي متلازمة داون. يتم تسجيل العديد من هذه الأحداث على الموقع الرسمي لليوم العالمي لمتلازمة داون.

## روابط خارجية
- موقع اليوم العالمي لمتلازمة داون
- الموقع الوطني لمتلازمة داون
- موقع الجمعية الأوروبية لمتلازمة داون